# مرودن (ثوب)
المرودن أو المحاريد هو رداء اشتهر في نجد، يشبه الثوب إلا أن له أيادٍ طويلة ويبرز بوصفه أحد القطع الأساسية في الزي الذي يلبس عند تأدية العرضة السعودية، متميزاً بسمته الفضفاضة، واتساع الأكمام عند طرفيه، بحيث إن تصل أكمامه إلى الأرض عند إرخاء اليدين. وعادة ما يتم إرتداء الدقلة فوقه.

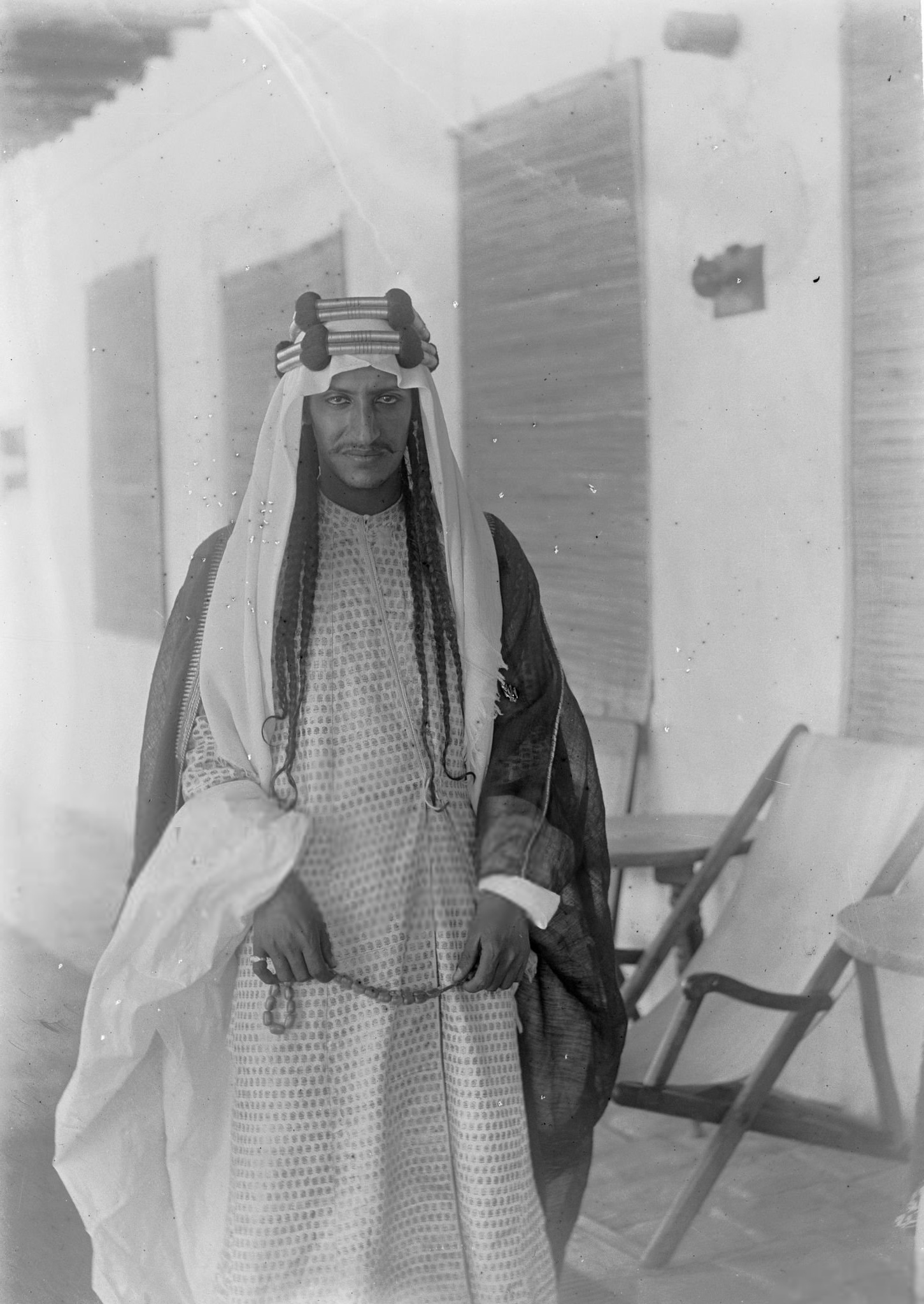
الأمير سعد الأول بن عبدالرحمن آل سعود، يرتدي الدقلة فوق ثوب المرودن.

## التسمية
يسمى مرودن أي ذا أردان، وهو قماش يخاط في طرف الكم على هيئة منديل، ينتفع به صاحبه بحمل ما يريد حمله من الأشياء الدقيقة كالقهوة والسكر.